# Oyat
Ammophila arenaria
Espèce
Classification phylogénétique
Statut de conservation UICN

 LC  : Préoccupation mineure
 France 
L'oyat ou gourbet (Ammophila arenaria) est une espèce de plantes vivaces de la famille des Poacées, originaire de l'Ancien Monde, croissant dans les terrains sablonneux grâce à un système racinaire très profond. Cette espèce pionnière des dunes instables est une xérophyte typique des côtes atlantiques, jouant un rôle important dans la formation et la fixation des dunes, notamment dans la défense côtière des dunes littorales des Landes de Gascogne en France.

## Taxonomie
Nom scientifique : Ammophila arenaria (L.) Link (synonyme : Arundo arenaria L.), famille des Poaceae, sous-famille des Pooideae, tribu des Aveneae. On le trouve parfois sous l'appellation Psamma arenaria.

### Synonymes
Selon Catalogue of Life (16 novembre 2016) :
- Ammophila arenaria subsp. arundinacea H.Lindb., nom. inval.
- Ammophila arenaria var. arundinacea Husn., nom. inval.
- Ammophila arundinacea Host, nom. superfl.
- Arundo arenaria L. (synonyme)
- Calamagrostis arenaria (L.) Roth)
- Phalaris ammophila Link, nom. superfl.
- Phalaris maritima Nutt., nom. superfl.
- Psamma ammophila Link, nom. superfl.
- Psamma arenaria (L.) Roem. & Schult.

### Liste des sous-espèces
Selon World Checklist of Selected Plant Families (WCSP) (17 novembre 2016) :
- Ammophila arenaria subsp. arenaria
- Ammophila arenaria subsp. australis (Mabille) M.Laínz, Commun. I. N. L. A.  (1974)

## Étymologie et noms vernaculaires
Cette plante porte de nombreux noms vernaculaires : oyat, roseau des sables, ammophile, ammophile des sables, jonc des dunes, chiendent marin, élyme des sables, psamma des sables.
Le nom générique Ammophila est issu du grec et signifie « qui aime le sable ». L'épithète spécifique arenaria est dérivée du terme latin arena « sable ».
Oyat est un emprunt récent au picard, attesté pour la première fois en français au début du XVe siècle sous la forme oiak, puis hoyard au XVIIe siècle. Son étymologie reste inconnue.
Le terme haudine a également été utilisé pour désigner l'oyat mais n'est plus usité aujourd'hui.
Dans le sud-ouest de la France, on parle de gourbet.
En dialecte normand, on utilise le terme spécifique de milgreu, variantes : melgreu, milgré, milgru, millegreu, voire mielgrain; ce terme est d'origine norroise *melgras mot à mot « herbe de dune », pluriel melgrös, qui se perpétue également dans l'islandais melgras « oyat, élyme des sables ». Il se compose des éléments melr « dune ou banc de sable » (normand mielle « terrain sableux, dune ») et gras « herbe », pluriel grös.

## Description

### Appareil végétatif

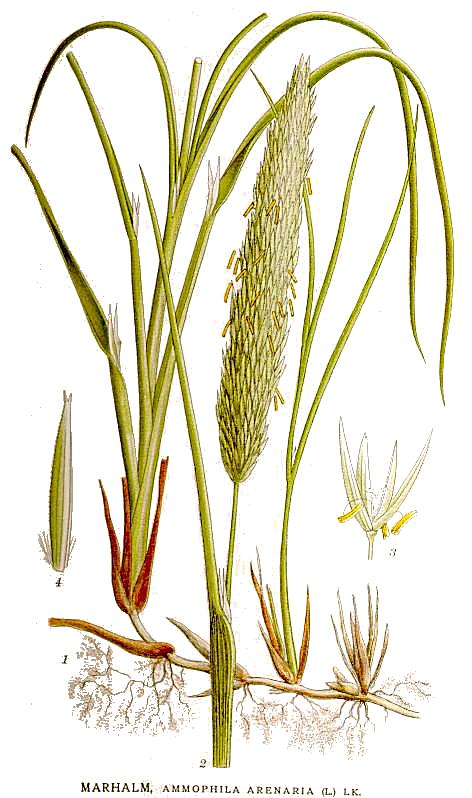
Planche botanique de l'Oyat (Ammophila arenaria).

C'est une plante monocotylédone vivace, glabrescente, aux tiges raides dressées pouvant atteindre 120 cm. Les longues feuilles (30 à 60 cm) vert-grisâtre (luisantes sur leur face inférieure) sont raides, généralement enroulées-jonciformes (1 à 3 mm de large, 4 à 6 mm lorsque le limbe est étalé), à pointe presque piquante et sont munies d'une ligule très longue (25 à 30 mm), bifide. Les feuilles sont glabres, à l'exception des nervures saillantes et pubescentes sur leur face supérieure.
Les tiges souterraines (et non des racines car elles portent des feuilles réduites à des écailles imbriquées), assez minces, à croissance rapide, sont des rhizomes très développés à croissance verticale et des drageons à croissance horizontale, pouvant s'étendre sur une longue distance (plusieurs mètres) ; ils portent des racines adventives assez fortes, blanchâtres, l'oyat étendant son chevelu racinaire en un large tapis retenant le sol. Des morceaux de rhizomes sont fréquemment emportés par les vagues avant d’être déposés plus loin sur le littoral, où ils peuvent s'enraciner si les conditions sont favorables. Ces morceaux de rhizome peuvent flotter et rester viables dans l'eau de mer jusqu'à 60 jours.
Les rhizomes traçants forment des racines et engendrent de nouvelles plantules. En se ramifiant, puis en se fragmentant, ces tiges particulières assurent aussi une multiplication végétative active.
La rhizosphère de l'oyat contient 8 millions de bactéries fixatrices d'azote atmosphérique (du genre Azotobacter) par gramme, soit 100 fois plus que le sable alentour pauvre en azote.
D’après les types biologiques du danois Christen Christiansen Raunkiær, l'oyat est une géophyte à rhizomes et une hémicryptophyte cespiteuse.

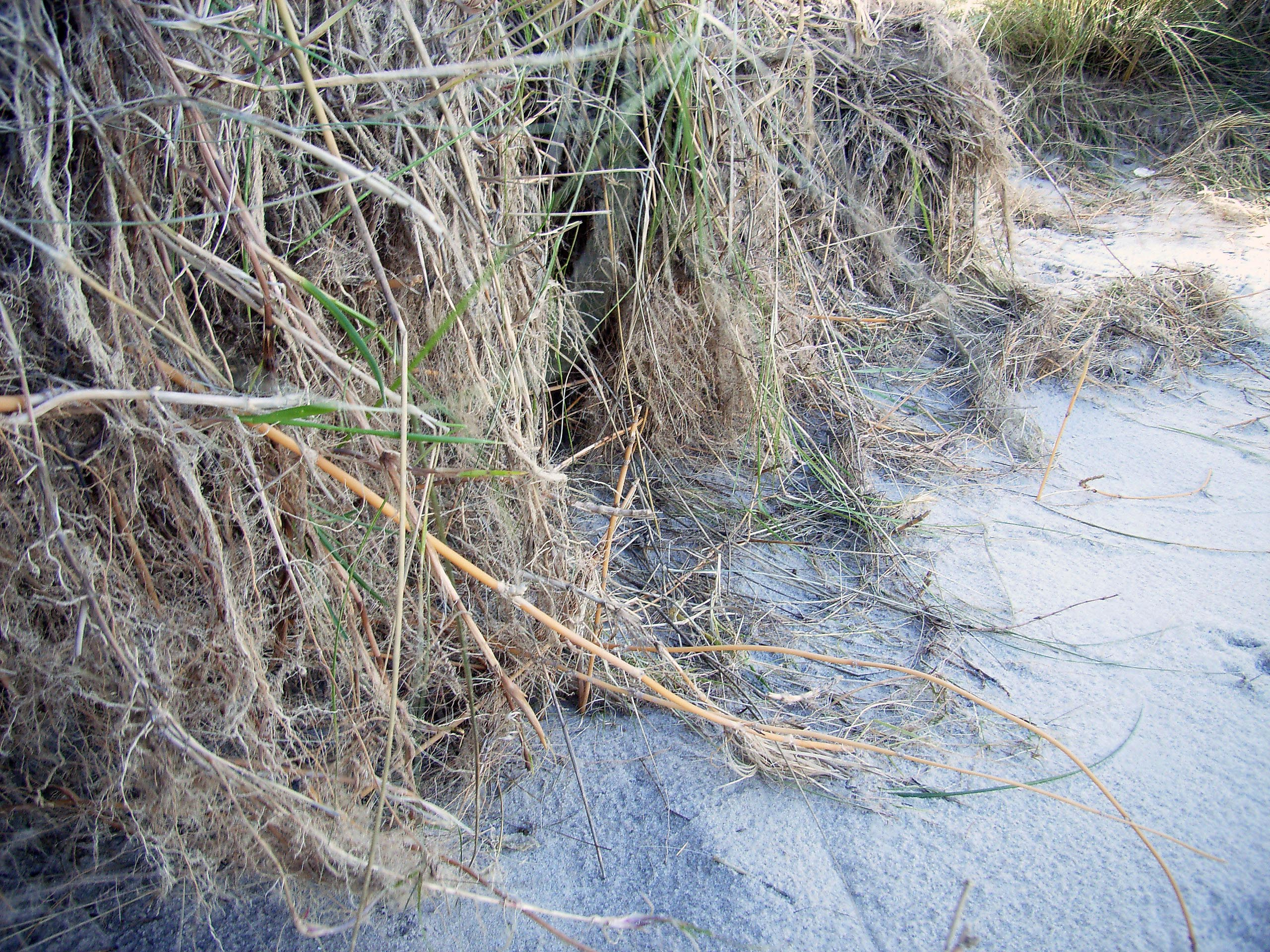
Double système racinaire (vertical et horizontal) découvert
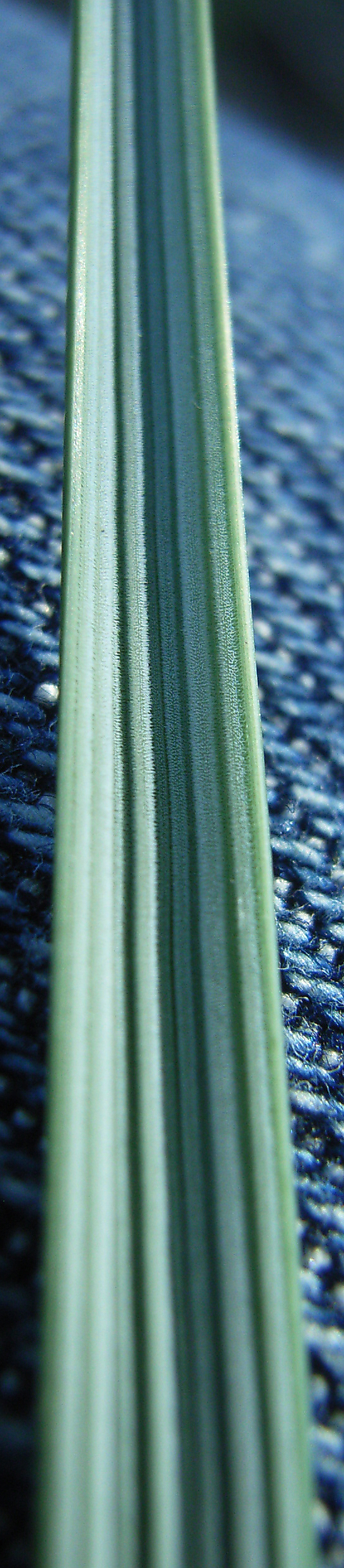
Feuille enroulée

### Appareil reproducteur
Les fleurs sont des épillets de couleur jaune paille réunis en une panicule spiciforme, cylindrique, dense, longue de 10–25 cm. Ces épillets pédicellés, longs de 12 mm, comprimés par le côté, comportent une seule fleur accompagnée d'un rudiment stérile et entourée de poils deux à trois fois plus courts qu'elle. Les glumes sont subégales, aigües, de même que les glumelles. La glumelle inférieure, pubescente, est échancrée au sommet, et a 7 nervures. L'androcée est composé de trois étamines. L'ovaire uniloculaire (résultant de la fusion des trois carpelles des monocotylédones) est surmonté de deux stigmates plumeux et de stigmates latéraux. Les fruits sont des caryopses glabres, oblong-cylindriques, sillonnés sur la face interne. Les graines brunes tombent à proximité de la plante mère (dissémination barochore).
L'anémophilie, liée à l'involution florale, est typiquement associée aux Graminées susceptibles de former de vastes peuplements, et qui, en raison de leur richesse en  individus et de leur pauvreté en espèces, se prêtent remarquablement à ce mode de pollinisation. La fécondation croisée est favorisée par un mécanisme particulier, commun chez les Poacées, la protandrie.
Dans l'hémisphère nord, la floraison a lieu dès le mois de mai. Les épis sont mûrs en août. La floraison de l'Oyat du Midi (Ammophila arenaria subsp. arenaria) a lieu de mai à juillet.
La reproduction sexuée a lieu pendant plusieurs années mais produit des graines à viabilité courte. Les longs rhizomes assurent une multiplication végétative active. L'ensemble des individus forme un ramet qui peut atteindre plusieurs centaines d'années.

## Distribution et habitat

### Répartition
Cette espèce est originaire des régions tempérées et chaudes de l'Ancien Monde :
- Europe, de la Finlande et du Danemark à la péninsule Ibérique, des îles Britanniques à la Pologne et sur le pourtour méditerranéen ;
- Afrique du Nord, du Maroc à l'Égypte ;
- Moyen-Orient, de la Turquie à Israël et à la péninsule Arabique.

Introduit dans plusieurs pays — en particulier pour la stabilisation de dunes artificielles —, l'oyat s'est naturalisé dans de nombreuses régions, notamment en Australie, en Nouvelle-Zélande et aux États-Unis (introduit au milieu du XIXe siècle), mais aussi au Chili, en Afrique du Sud, en Argentine ou encore aux Malouines. Il est noté dans la liste des plantes envahissantes par l'Union internationale pour la conservation de la nature car il est difficile de contrôler sa propagation une fois qu'il est installé. Ce caractère envahissant est lié à la vigueur de sa reproduction (sexuée mais surtout végétative) et à son introduction qui entraîne celle de ses propres pathogènes dans le sol, d'où des impacts négatifs sur la biodiversité locale.

### Habitat

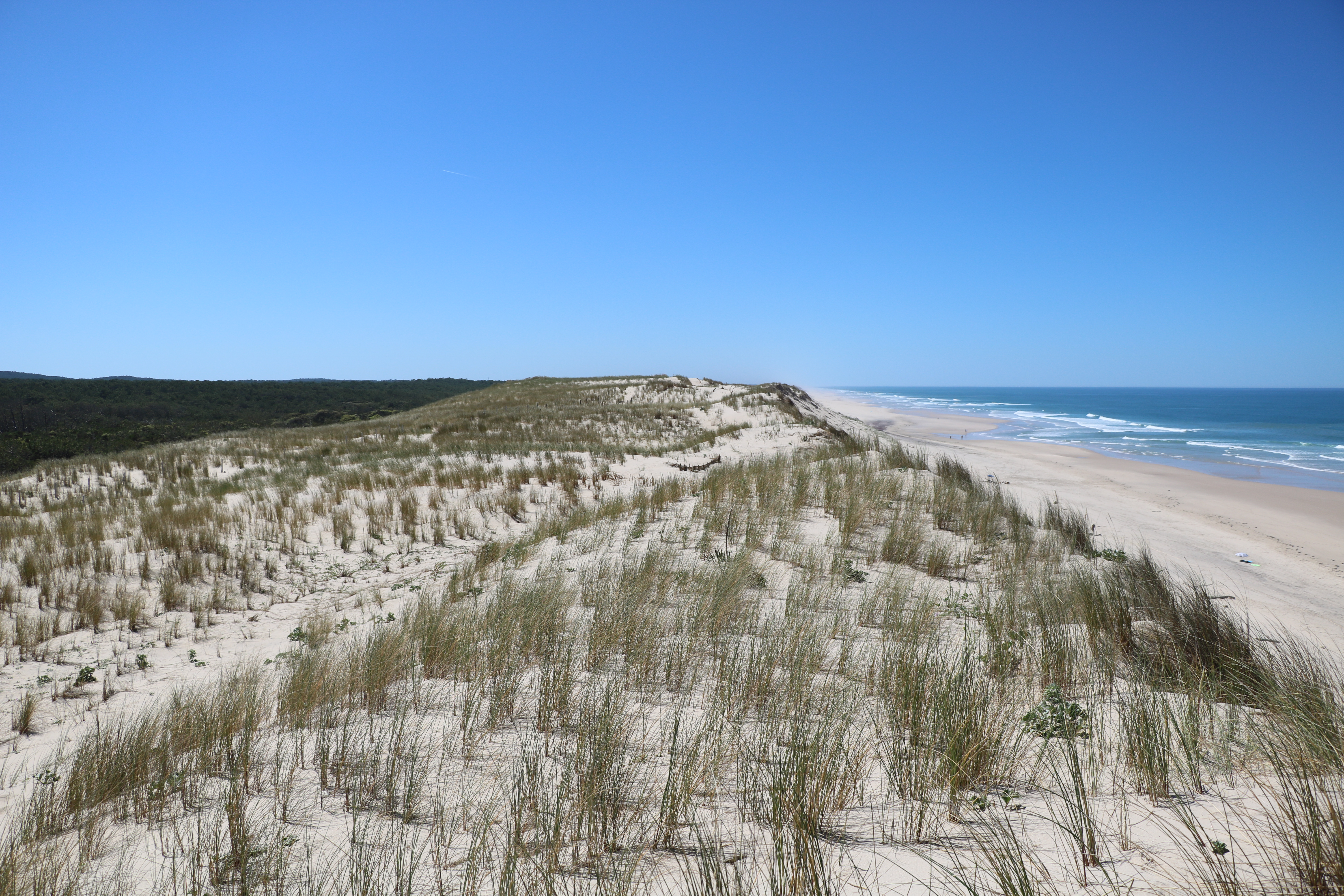
Plantation d'oyats sur les dunes de Hourtin-Plage.

L'oyat se trouve sur les dunes littorales, dans la zone appelée « dune blanche », assez loin au-dessus de la partie supérieure de la zone de balancement des marées (salinité maximale tolérée : 2 %). L'ensablement permanent de ce secteur stimule sa croissance. Plusieurs espèces pionnières halophiles (Atriplex sp, Agropyron sp, beaucoup plus tolérantes au sel que l'oyat qui ne supporte que 2 % de sel dans le sol) ont un effet de facilitation, favorisant l'installation de l'oyat en fixant le sédiment en un massif surélevé, dont le sel est lixivié par la pluie.
Les sols sableux littoraux sont colonisés par des groupements végétaux, souvent ouverts, auxquels participent des espèces spécialisées, appelées psammophytes. L'oyat est une espèce xérophyte typique de ces groupements. Elle est considérée comme caractéristique de plusieurs associations végétales des dunes côtières et plages de sable, :
- Honkenyo-Elymion (groupements vivaces des plages de sable) ;
- Ammophilion arenariae (dunes blanches, dunes mobiles formant le cordon ou les cordons les plus proches de la mer des systèmes dunaires).
- Nanocyperion flavescentis (eaux stagnantes)

### Statuts de protection, menaces
L'espèce n'est pas encore évaluée à l'échelle mondiale et européenne par l'UICN. En Europe et en France, elle est classée comme non préoccupante . Elle est considérée Quasi menacée (NT), proche du seuil des espèces menacées ou qui pourrait être menacée si des mesures de conservation spécifiques n'étaient pas prises, dans la région Haute-Normandie.

## Adaptations au xérophytisme

### Adaptation à la sécheresse
L'oyat est une graminée remarquablement adaptée à la sécheresse. Ainsi, la feuille présente des adaptations morphologiques et physiologiques qui permettent de limiter leurs pertes en eau :
1. Enroulement des feuilles[26] : dès que l'hygrométrie diminue en dessous d'un certain seuil, la surface foliaire est plissée en de nombreux sillons (appelés "cryptes") et crêtes, où l'hygrométrie reste supérieure à celle du milieu extérieur par limitation de l'évaporation. Cet enroulement est assuré par des cellules spécialisées de la face supérieure des feuilles (les cellules bulliformes au fond des sillons) qui, en perdant leur turgescence, induisent une contraction de l'épiderme et le repliement des feuilles. La face supérieure de la feuille ne communique plus alors avec le milieu extérieur que par une mince fente
2. Présence de poils épidermiques : la face supérieure de la feuille présente de nombreux poils qui réfléchissent les rayons lumineux (limitant l'échauffement de la feuille), retiennent le vent (limitation de la circulation de l'air). Ils aident à retenir la vapeur d'eau émise par évapotranspiration, participant ainsi au maintien d'une hygrométrie plus élevée au sein de l'enroulement de la feuille (stabilisation d'une microatmosphère humide au niveau des stomates).
3. Protection des stomates et limitation de leur nombre : les stomates ne sont présents que sur la face supérieure enroulée de la feuille. Ils sont ainsi protégés de la sécheresse extérieure, d'autant plus qu'ils sont généralement situés au fond des cryptes, où l'hygromètrie est plus élevée.
4. Présence d'une cuticule épaisse sur la face inférieure de la feuille, qui limite fortement l'évaporation et résiste au mitraillage par le sable.
5. Sclérification presque totale de la feuille (parenchyme palissadique chlorophyllien réduit à l'état de minces bandes disposées sous l'épiderme supérieur et localisées uniquement sur les flancs des crêtes), constituant une barrière hydrophobe qui limite les pertes d'eau et assure une certaine résistance au mitraillage.

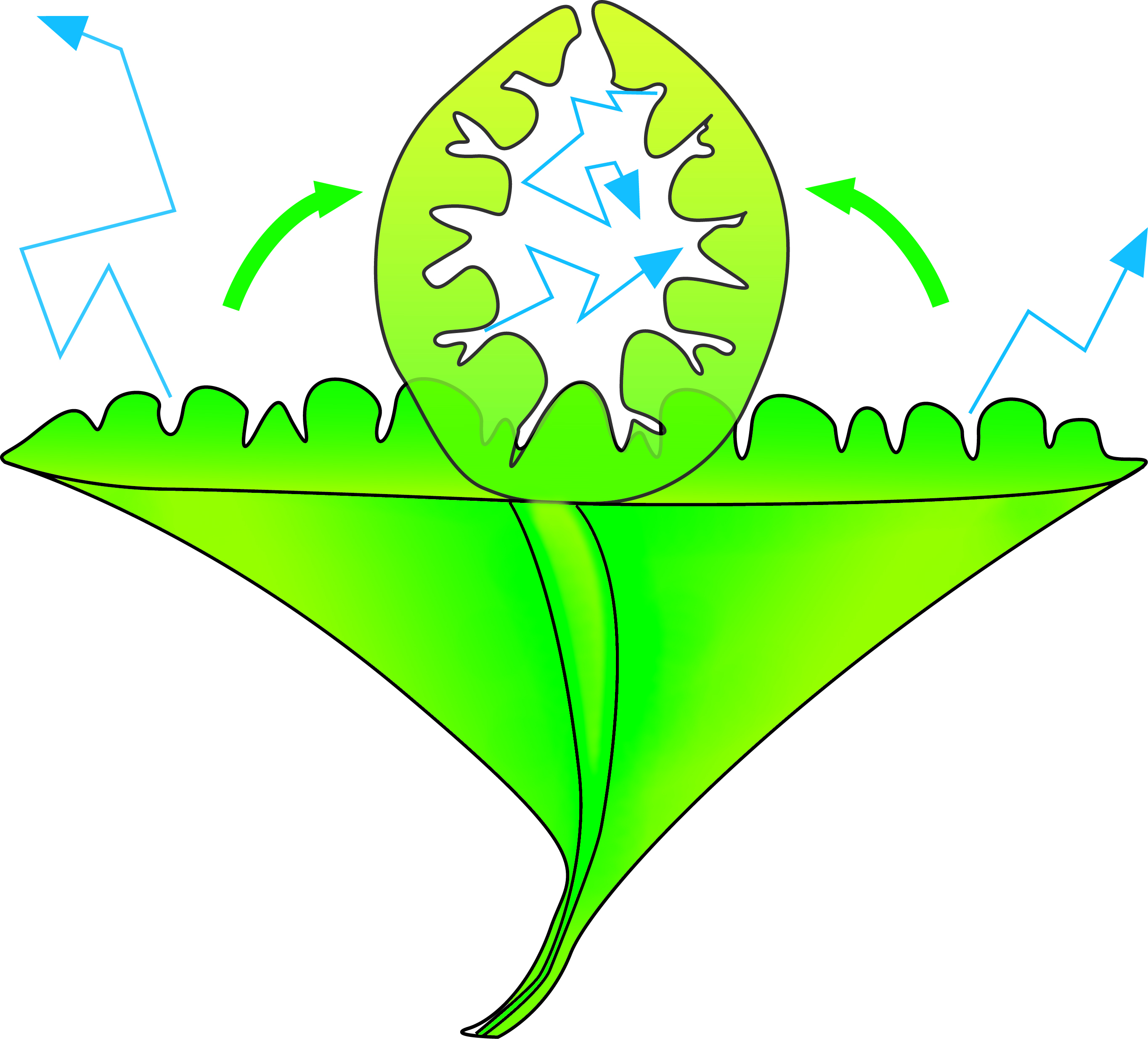
Une feuille au limbe étalé s'enroule en cylindre
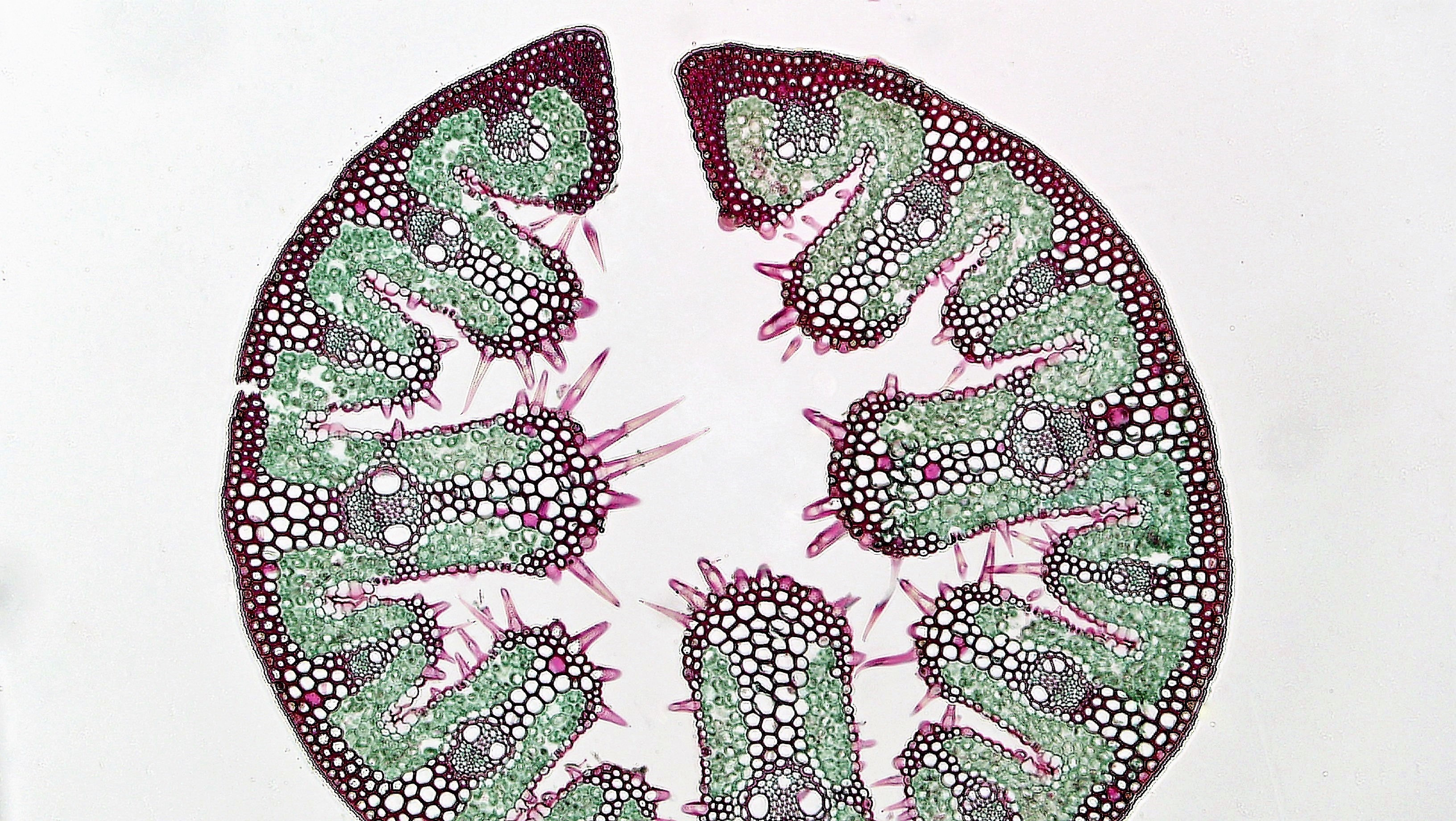
Coupe transversale d'une feuille d'oyat enroulée (coloration carmin vert d'iode)

### Résistance à l'ensablement

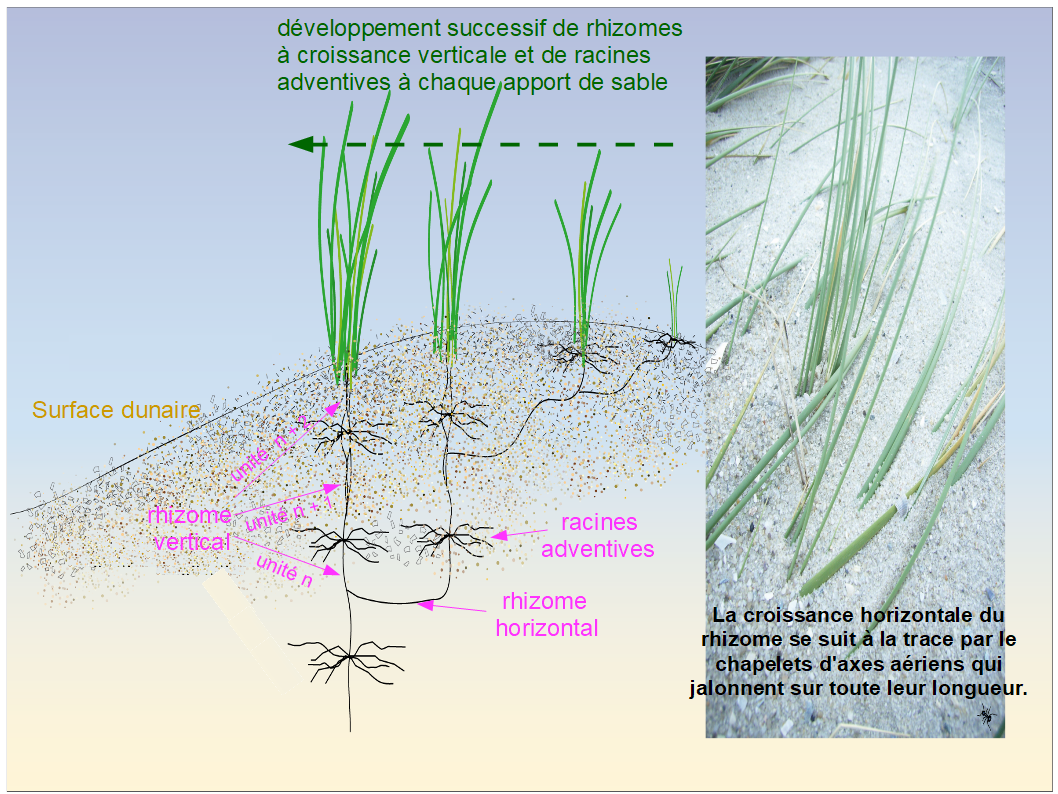
Comportement de l'Oyat dans les dunes en voie d'exhaussement rapide.

L’oyat fait partie de la végétation psammo-halophile adaptée et favorisée par un enfouissement régulier lié au saupoudrage éolien à partir du haut de plage. Elle ne supporte pas le déchaussement dans les zones à forte déflation mais résiste très bien à l’ensevelissement par le sable en formant des rhizomes à croissance verticale (jusqu'à 20 cm/an) qui se développent à chaque apport de sable tandis que des rhizomes à croissance horizontale (des drageons) confèrent à l'oyat un grand pouvoir compétitif et déterminent en grande partie sa mobilité végétative. Lorsque le sable est fixé par la végétation dunaire et qu’il n’y a plus d’arrivée régulière de sable, plusieurs dizaines d'espèces et de genres de microchampignons et de nématodes parasites différents qui survivaient dans le sol de la dune sous forme de spores et de kystes, se développent et attaquent les rhizomes de l’oyat, ce qui provoque son dépérissement puis sa mort. Le rôle de ce microbiote du sol explique en partie la succession des groupements végétaux dunaires, notamment comment une espèce nouvellement arrivée supplante la précédente, une concurrente qui bénéficie pourtant d'un effet d'antériorité,.
Son double système racinaire à l'origine d'une multiplication végétative intense et sa résistance à l'ensablement sont des propriétés mises à profit pour utiliser l'oyat dans le contrôle du mouvement des dunes bordières (fixation, stabilisation). Les boutures d'oyat sont prélevées localement, dans des touffes denses, en repos végétatif hivernal (de novembre à février). La plantation manuelle est effectuée selon plusieurs modalités : en quinconce, en ligne, mixte, aléatoire. Une alternative est la plantation par semis, résultat de la reproduction sexuée.